# Edmon López
Pour les articles homonymes, voir López.
Edmon López, né le 16 juillet 1996 à Barcelone, est un joueur professionnel de squash représentant l'Espagne. Il atteint en octobre 2020 la 48e place mondiale sur le circuit international, son meilleur classement. Il est champion d'Espagne en 2019.

## Biographie
Il est champion d'Espagne en 2019, mettant fin au long règne (16 titres) du champion d'Europe en titre Borja Golán. Il intègre le top 50 en février 2020.

## Palmarès

### Titres
- Scottish Open : 2020
- Championnats d'Espagne : 2019

### Finales
- Championnats d'Europe par équipes : 2019